# Bogusław Łowiński
Bogusław Kazimierz Łowiński (ur. 1943) – polski muzyk, społecznik, były członek zespołów: Jerzego Grzewińskiego, Czerwono-Czarni, Słowianie i Tarpany. 
W młodości występował w poznańskim klubie jazzowym, gdzie bywali Jerzy Milian, Krzysztof Komeda i Jan Ptaszyn Wróblewski. Następnie był właścicielem piwnicy jazzowej w dzielnicy Wilda. W 1962 przez dwa miesiące grał na perkusji z zespołem Czerwono-Czarni. Po 1968 występował poza granicami kraju, między innymi w Finlandii i Anglii, w klubach polonijnych z zespołem Słowianie (1974). Obecnie jest prezesem Towarzystwa Wielkopolska-Izrael; założycielem i liderem zespołu Shalom; popularyzatorem kultury żydowskiej i organizatorem Dni Kultury Żydowskiej i Izraelskiej w Wielkopolsce i największym kolekcjonerem powozów w Polsce; mężem poetki Stanisławy Łowińskiej.